# Bandidus amarillus
Bandidus amarillus is een insect uit de familie van de mierenleeuwen (Myrmeleontidae), die tot de orde netvleugeligen (Neuroptera) behoort. 
Bandidus amarillus is voor het eerst wetenschappelijk beschreven door New in 1985.